# Titus Coiedius Maximus

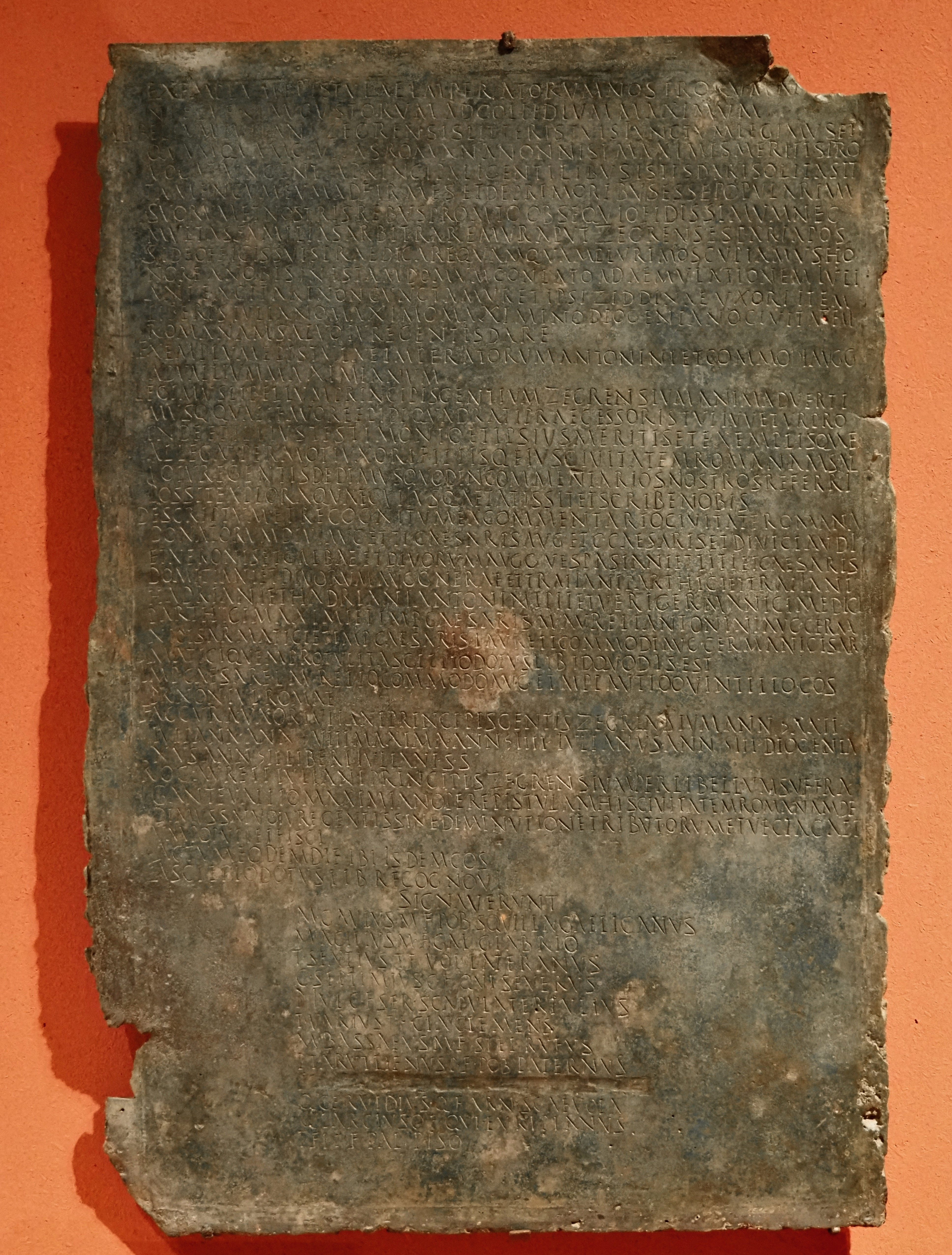
Die Tabula Banasitana

Titus Coiedius Maximus war ein im 2. Jahrhundert lebender Angehöriger des römischen Ritterstandes (Eques). In der Tabula Banasitana wird sein Name als Coiiedius Maximus angegeben.
Durch eine Bronzetafel, die Tabula Banasitana, ist belegt, dass Coiedius Maximus während der gemeinsamen Regierungszeit von Mark Aurel und Lucius Verus (161–169) Statthalter der Provinz Mauretania Tingitana war. Der erste Teil der Tafel stellt die Abschrift eines Briefes dar, in dem die beiden Kaiser sich an ihn (ad Coiiedium Maximum) wegen der Verleihung des römischen Bürgerrechts an Angehörige des Berberstammes der Zegrenser wenden.
In einer unvollständig erhaltenen Inschrift, die in Volubilis gefunden wurde, finden sich die Buchstaben Tito Coie; möglicherweise war Coiedius Maximus verantwortlich für die Errichtung der Stadtmauer von Volubilis.

## Datierung
William Seston, Maurice Euzennat datieren den Brief auf einen Zeitraum um 168/169. Werner Eck datiert den Brief spätestens in die Mitte des Jahres 168, da der in dem Brief als noch unverheiratet genannte Iulianus im Jahr 177 eine bereits achtjährige Tochter hatte. John Spaul nimmt an, dass Coiedius Maximus von 165 bis 168 Statthalter in der Provinz war.